# جشنواره بین‌المللی کارتون و پویانمایی سئول
جشنواره بین‌المللی کارتون و پویانمایی سئول (به کره‌ای: 서울 국제 만화 애니메이션 페스티벌) نمایشگاه و جشنوارهٔ سالانهٔ کارتون، کاریکاتور و پویانمایی است که از سال ۱۹۹۵ در شهر سئول کره جنوبی با حمایت وزارت فرهنگ، ورزش و گردشگری کره برگزار می‌شود.
نمادهای اصلی این جشنواره ببر (Bummy) (به کره‌ای: 버미) و فلفل قرمز (Tanko) (به کره‌ای: 땡고추) است. برنامه‌های این جشنواره شامل برپایی نمایشگاه کارتون و کاریکاتور، نمایش فیلم‌های انیمیشنی، غرفه‌های تبلیغاتی و رویدادهای ویژه است. این جشنواره دارای دو بخش مسابقهٔ رسمی و مهمانان مدعو است.